# بی‌آبان
بی‌آبان فیلمی به کارگردانی مهرداد کوروش‌نیا، نویسندگی علی اصغری و مهرداد کوروش‌نیا و تهیه‌کنندگی علی‌محمد قاسمی محصول سال ۱۳۹۹ است. این فیلم در سی و نهمین دوره جشنواره فیلم فجر حضور دارد.